# Vorderer Troppelgraben
Der Vordere Troppelgraben ist ein Bach im mittelfränkischen Landkreis Weißenburg-Gunzenhausen.

## Verlauf
Der Bach entspringt nordwestlich von Tiefenbach auf einer Höhe von 466 m ü. NHN. Zunächst fließt er in östlicher Richtung am Nordrand der Waldflur Hahnhau entlang, durchfließt dann die namensgebende Waldflur Troppel, unterquert die Gleisanlagen der Bahnstrecke Treuchtlingen–Nürnberg und mündet schließlich nach einem Lauf von knapp vier Kilometern auf einer Höhe von 381 m ü. NHN nördlich von Ellingen innerhalb einer Golfanlage bei der Zollmühle in die Schwäbische Rezat.
In der Nähe münden auch der Hintere Troppelgraben, der Ottmarsfelder Graben und der Walkershöfer Weihergraben in die Schwäbische Rezat.